# Xylocopa pubescens
Xylocopa pubescens är en biart som beskrevs av Maximilian Spinola 1838.
Xylocopa pubescens ingår i släktet snickarbin och familjen långtungebin. Inga underarter finns listade i Catalogue of Life.

## Beskrivning
Xylocopa pubescens är ett stort bi där honan har en glänsande svart grundfärg och mellankroppen helt täckt av klargul päls. Hon är inte särskilt aggressiv mot människor, men kan ge ett smärtsamt stick. Hanen är mindre än honan med ett litet huvud, och har hela kroppen täckt med gröngulaktig, kort päls.

## Utbredning
Arten härstammar från Etiopien, men har spritt sig betydligt: Utbredningsområdet omfattar östra Medelhavsområdet, östra Nordafrika, Västafrika, och vidare österut till Sydöstasien och Indien. Den har nyligen (2012) nått Grekland. Arten har bland annat påträffats i Kamerun, Marocko, Algeriet, Libyen, Egypten, Israel, Palestina, Syrien, Turkiet, Cypern, Irak och Iran.

## Ekologi
Arten är polylektisk, den besöker över 60 olika, blommande växter. Den är värmekrävande, och fordrar en temperatur på minst 18° C för att kunna flyga. Arten tolererar å andra sidan höga yttertemperaturer.
Biet har i undersökningar visat sig vara en mycket god pollinatör, ofta effektivare än honungsbin, och har föreslagits som en kommersiell pollinatör av växthusodlad frukt.

### Bobyggnad och fortplantning
Som nästan alla snickarbin (med undantag för ett undersläkte, Proxylocopa) bygger arten bon i dött eller murknande trä. Omtyckta trädslag är poppel, gråbladig kronbuske, pepparrotsträd, robiniasläktet, mullbärssläktet, eucalyptus, palmer och tamarisker. Också timmerstockar och växtstänglar används, och även konstgjorda material som träfiberskivor och styrofoamplattor. Boet består av en kort ingångstunnel tvärs emot träets fiberriktning, och en, oftast vinkelrät, tvärgång som följer fiberriktningen. Finns det utrymme tillräckligt är tvärgången ofta förgrenad.
Xylocopa pubescens är aktiv mellan mars och slutet av oktober. Arten kan vara både solitär, det vill säga icke samhällsbyggande, och bilda små kolonier med arbetsfördelning mellan individerna. Nästan alla bon börjar som solitära konstruktioner, där en enda hona sörjer för äggläggning och insamling av mat till larverna. De nykläckta, fullbildade bina stannar i boet i upptill 16 dagar, under vilken tid de främst sysslar med vaktuppgifter. Efter den tiden kan emellertid ett antal honor stanna i boet, där deras mor är det dominanta biet, och fortsätta syssla med vaktuppgifter medan deras mor flyger efter mat (vakterna kan emellertid flyga för att hämta mat till sig själva). I sådana fall förekommer det att någon av de unga honorna försöker ta makten från honan (eller från en syster, som ersatt honan vid ett tidigare övertagande). Den gamla honan degraderas då antingen till vakt, eller så lämnar hon boet för att grunda ett annat bo. Även främmande honor som inte är släkt med boinvånarna kan ta över ett bo. I sådana fall förstör hon vanligtvis den gamla avkomman (ägg, larver och puppor).

## Bildgalleri

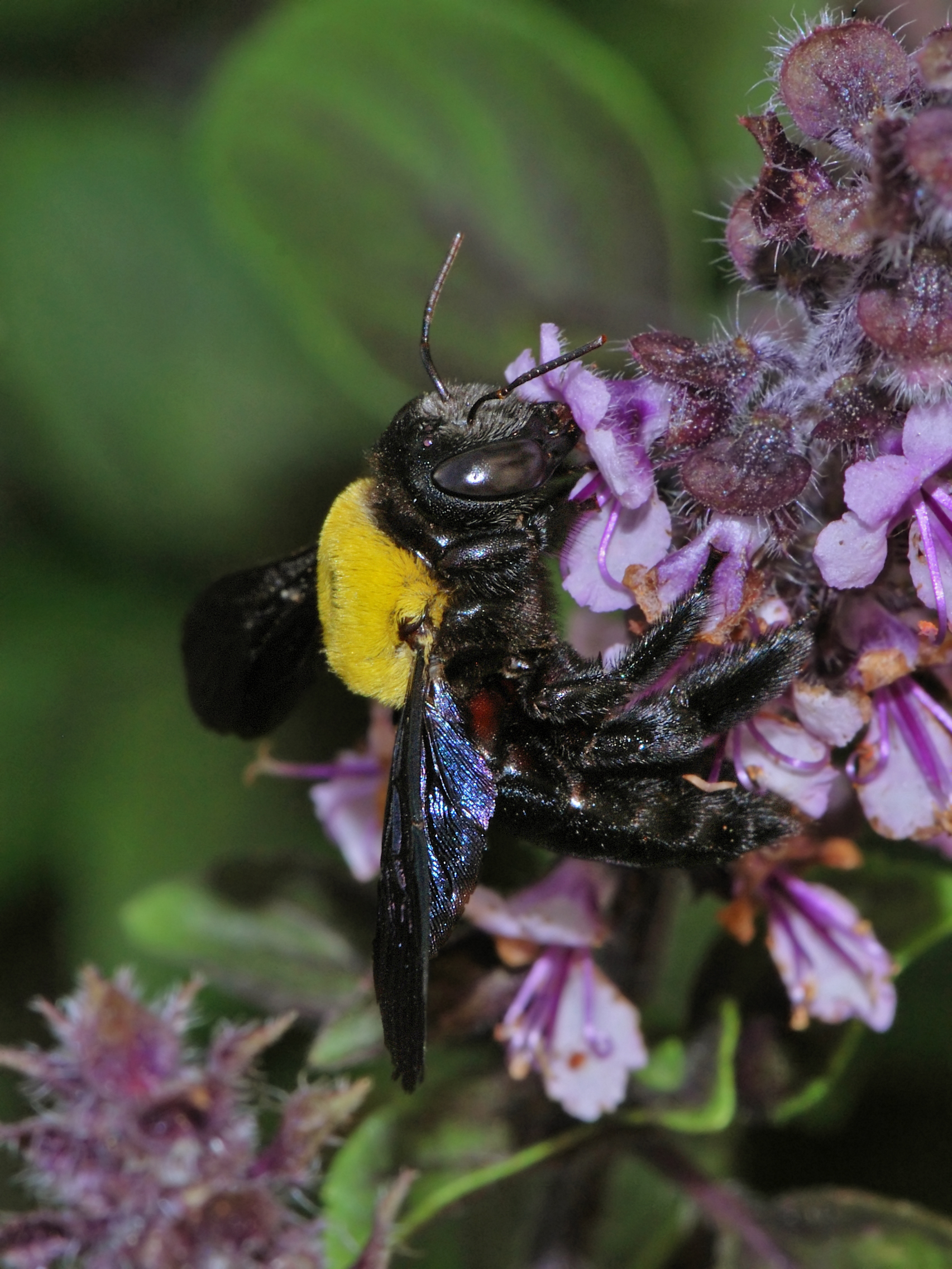
Xylocopa pubescens, hona på basilika.
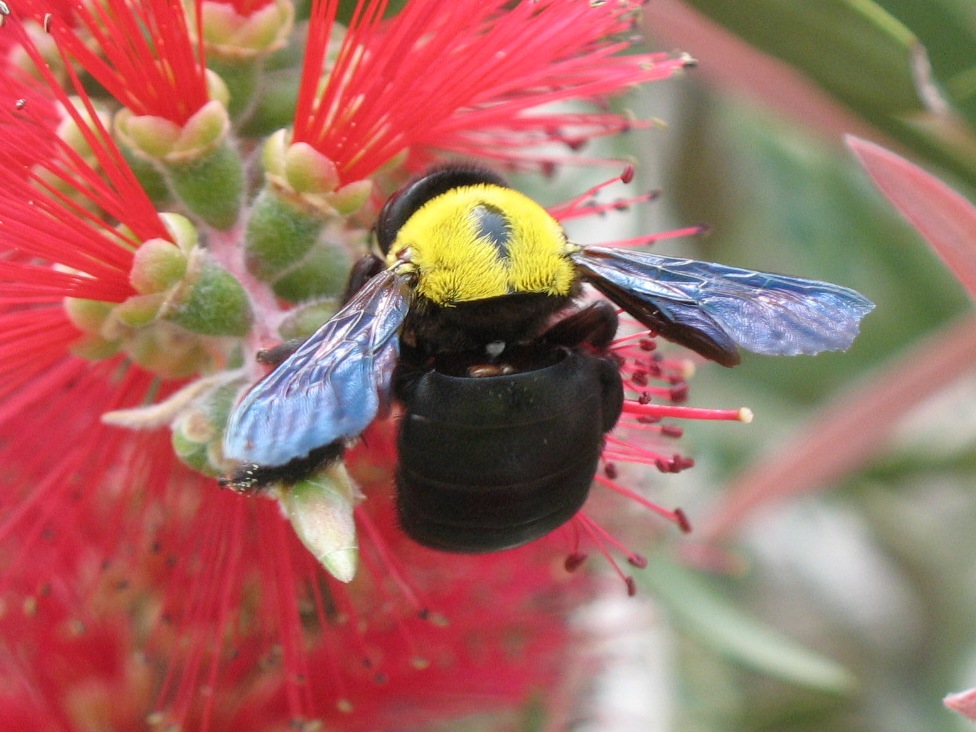
Xylocopa pubescens, hona på art ur lampborstsläktet.
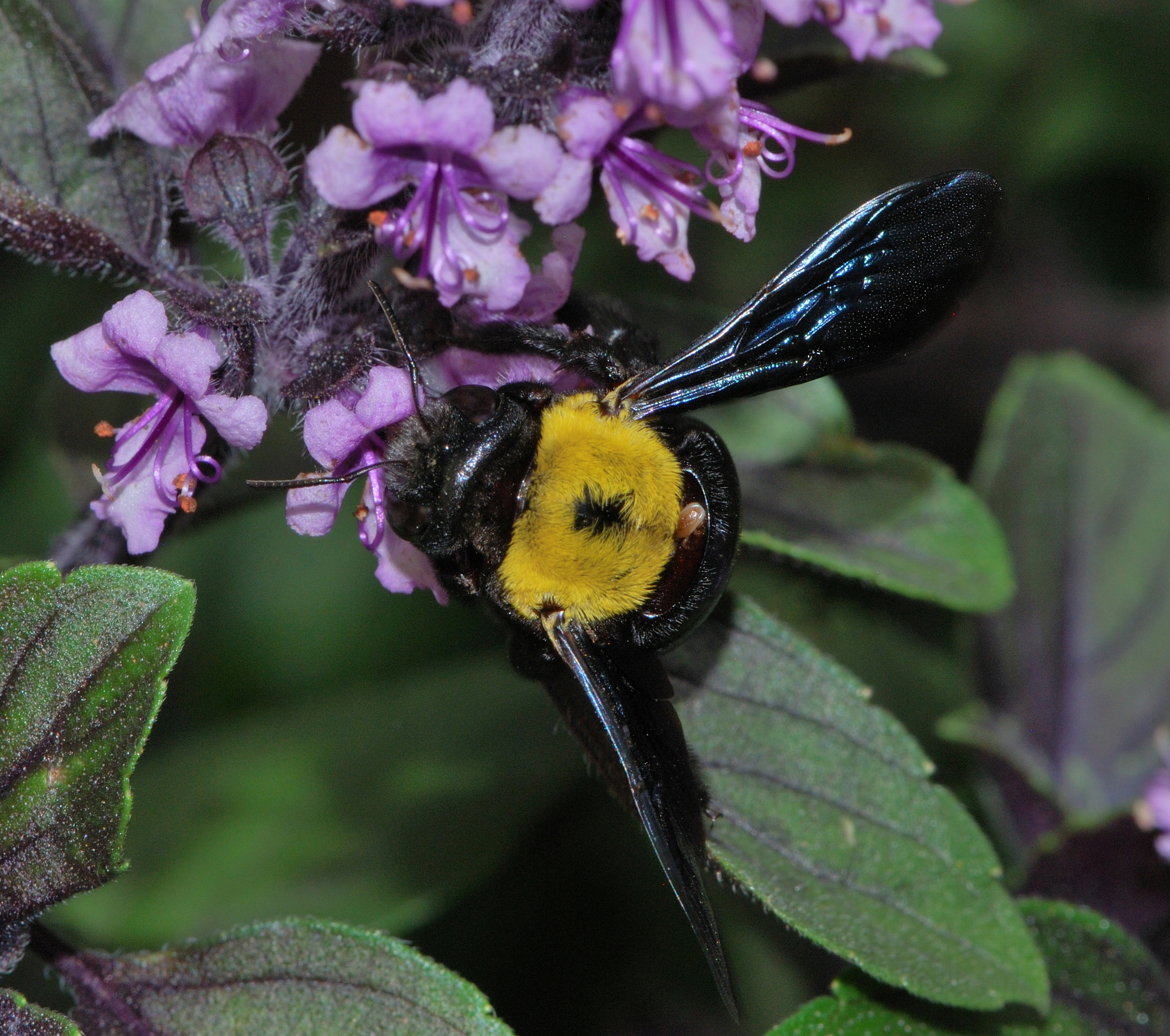
Xylocopa pubescens, hona på basilika.
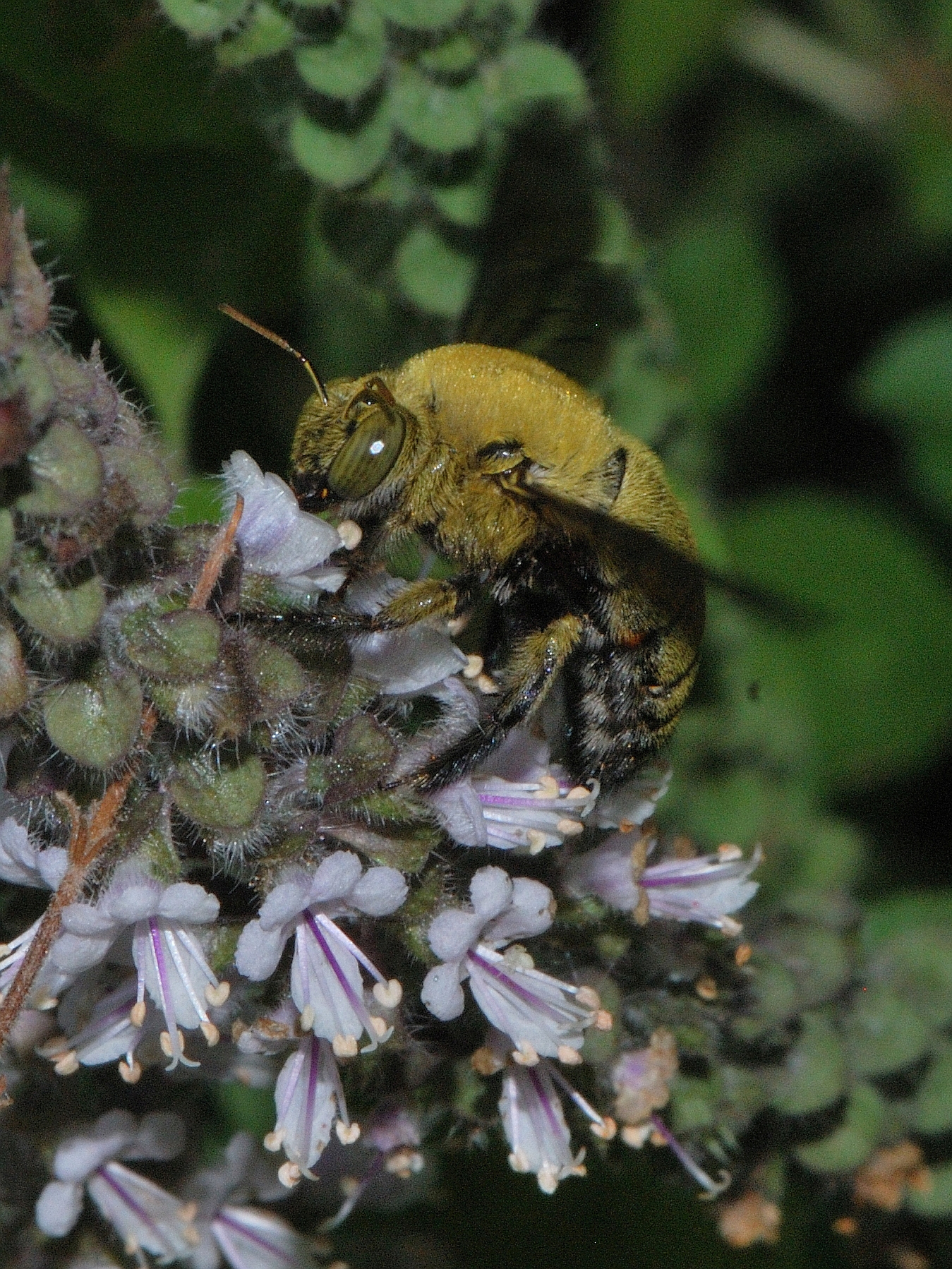
Xylocopa pubescens, hane på basilika.